# Ferrovia Como-Varese
La ferrovia Como-Varese, altrimenti chiamata "Traversata" era una linea ferroviaria in concessione alle Ferrovie Nord Milano che collegava Como a Varese, in esercizio fra il 1885 e il 1966.
Parte di essa sopravvive integrata nel tracciato della ferrovia Saronno-Laveno, fra le stazioni di Varese Nord e Malnate, e della ferrovia Saronno-Como, tra le stazioni di Grandate-Breccia e Como Nord Lago.

## Storia

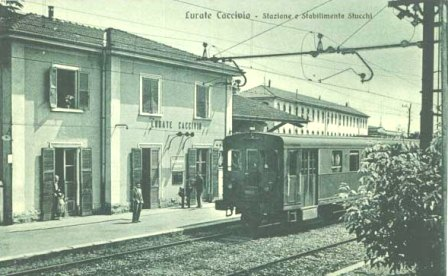
La stazione di Lurate Caccivio

La linea nacque dalla volontà dell'amministrazione della Provincia di Como, cui apparteneva parte del territorio di quella che in seguito divenne Provincia di Varese, che negli anni Ottanta del XIX secolo intese unire con una ferrovia il capoluogo con Varese e il Lago Maggiore.
La Deputazione provinciale chiese dunque al Governo italiano la concessione per la costruzione e l'esercizio della linea Como-Varese-Laveno che fu approvata con Regio Decreto 16 febbraio 1882, n. 670. Il 16 novembre dello stesso anno; la provincia girò la concessione alla Società Anonima Ferrovie Provinciali Comasche (FPC), la quale cominciò i lavori di costruzione.
Con un'apposita convenzione e l'approvazione della Deputazione provinciale comasca, il 30 maggio 1885 la FPC girò la concessione alla società ferroviaria di capitale belga Società Anonima delle Ferrovie del Ticino (SFT) che proseguì nei lavori di costruzione della linea altrimenti chiamata "Traversata". Il 29 giugno 1885 fu aperto il tratto fra la stazione di Varese Nord e Malnate, dove si attestava la Saronno-Malnate, esercita anch'essa dalla SFT. Il 24 settembre dello stesso anno fu aperto il tronco Malnate-Como, mentre la tratta Varese-Laveno fu inaugurato assieme a tutta la linea il 5 luglio 1886. 
Restò invece sulla carta un progetto - avanzato nell'estate 1875 - di aggiungere alla ferrovia Como-Varese una diramazione che avrebbe collegato le stazioni di Olgiate Comasco e Mendrisio tramite la Valmulini.

Automotrice usata prima dell'elettrificazione

Il 3 luglio la Provincia di Como, la SFT e la Società Anonima Ferrovie Nord Milano (FNM) stipularono una nuova convenzione che segnava il passaggio delle concessioni ferroviarie della società belga alla società milanese, che era divenuta una controllata della prima.
Realizzata a binario singolo, nel 1929 fu completato il raddoppio nel tratto tra Como Camerlata e Grandate-Breccia nell'ambito del potenziamento della rete allo scopo di migliorare i servizi di trasporto ferroviario tra Como e Milano.
Per far fronte alle pesanti soggezioni all'esercizio imposte ai treni con trazione a vapore dovute all'acclività della linea, nel 1935 furono immesse in esercizio le tre automotrici termiche classificate Md. 510 per il servizio passeggeri, relegando la trazione a vapore al solo traffico merci.
L'elettrificazione della linea fu completata il 14 dicembre 1948.
La linea fu chiusa al traffico passeggeri il 31 luglio 1966, ufficialmente a causa dello scarso traffico e della lontananza fra le stazioni e i paesi. A novembre fu soppresso il trasporto di merci lungo la Malnate-Grandate. Nel 1972 la linea fu privata della catenaria e disarmata. Reiterate proposte di una sua riapertura, che condussero anche ad appositi studi, non hanno avuto seguito.

## Caratteristiche
La ferrovia era a binario singolo, ad eccezione del tronco Grandate–Como Camerlata. I tratti Varese-Malnate e Grandate-Como erano in comune rispettivamente alla ferrovia Saronno-Laveno e alla Saronno-Como.
Il tratto Malnate-Grandate era caratterizzato da un tracciato planoaltimetrico assai accidentato. L'acclività maggiore si riscontrava tra Malnate e Solbiate Albiolo dove la pendenza raggiungeva il 20 per mille.
La stazione di Solbiate Albiolo era posta alla massima altitudine della rete delle Ferrovie Nord Milano, trovandosi a 409 metri slm.

### Percorso
| Unknown route-map component "exTRAJEKT" |

| Unknown route-map component "KBHFxa" |

| Station on track |

| Small bridge over water |

| Small bridge over water |

| Unknown route-map component "CONTgq" | Unknown route-map component "KRZo" | Unknown route-map component "STR+r" |

|  | Unknown route-map component "BHF-L" | Unknown route-map component "BHF-R" |

|  | Unknown route-map component "eKRWgl" | Unknown route-map component "eKRWg+r" |

|  | Straight track | Unknown route-map component "CONTl+g" |

| Station on track |

| 6+070  |
| 16+445 |

|  | Unknown route-map component "xABZgl" | Unknown route-map component "CONTfq" |

| Unknown route-map component "exSKRZ-Mu" |

| Unknown route-map component "exHST" |

| Unknown route-map component "exBHF" |

| Unknown route-map component "exWBRÜCKE1" |

| Unknown route-map component "uexCONTgq" | Unknown route-map component "exmKRZo" | Unknown route-map component "uexCONTfq" |

| Unknown route-map component "exBHF" |

| Unknown route-map component "exSKRZ-Bo" |

| Unknown route-map component "exBHF" |

| Unknown route-map component "exHST" |

|  | Unknown route-map component "xABZg+l" | Unknown route-map component "CONTfq" |

| 0+000 |
| ???   |

| Small bridge over water |

| Station on track |

| Unknown route-map component "dWASSERq" | Unknown route-map component "hKRZWa" | Unknown route-map component "dWASSERq" |

| Unknown route-map component "CONTgq" | Unknown route-map component "exSTRq" + Unknown route-map component "cSTRq" + Unknown route-map component "MSTR" + Unknown route-map component "lhSTRe@f" + Straight track | Unknown route-map component "exCONTfq" |

| Enter and exit short tunnel |

| Unknown route-map component "hSTRae" |

| Unknown route-map component "hSTRae" |

| Unknown route-map component "CONTgq" | Unknown route-map component "KRZu" | Unknown route-map component "STR+r" |

|  | Station on track | Station on track |

|  | Unknown route-map component "eKRWgl" | Unknown route-map component "eKRWg+r" |

|  | Straight track | Unknown route-map component "CONTl+g" |

| Continuation forward |

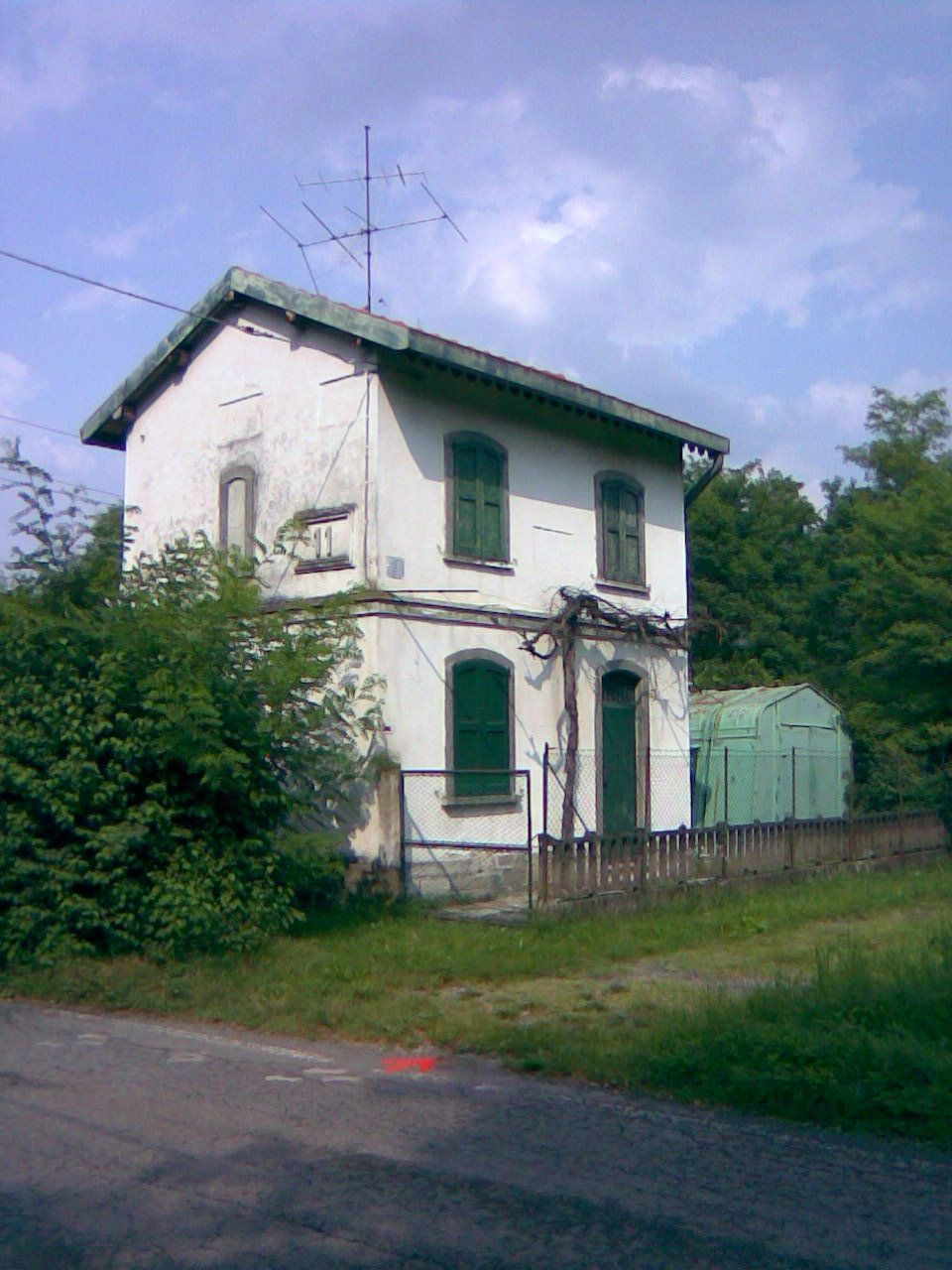
Il Casello 11 dopo Olgiate Comasco, a fianco l'ex tracciato

Da Como Nord Lago a Grandate la ferrovia era in comune con la Como-Saronno.
Giunti alla Stazione di Grandate, la linea si separava da quella verso Saronno e Milano, sottopassava l'autostrada A9 e proseguiva in rettilineo; superando successivamente due curve si giungeva a Villa Guardia all'omonima stazione.
Dopo questa località, la linea affrontava una curva stretta, dopo cui la linea proseguiva in rettilineo attraversando i boschi di Villa Guardia; superata la SP24 e un ponticello si entrava nella stazione di Lurate Caccivio.
Dopo questa stazione, la linea sovrappassava il torrente Lura e a poca distanza da essa la linea incrociava la tranvia Como-Mozzate per mezzo di un sovrappasso appositamente costruito (poi demolito). La ferrovia attraversava per mezzo di un passaggio a livello la via Varesina, sottopassava un ponte di tre archi chiamato ponte delle streghe o ponte di Baragiola e dopo una serie di curve giungeva nella stazione di Olgiate Comasco.
Dopo quest'ultima località, la linea sottopassava la via Giovanni Tarchini e pochi chilometri più avanti, la ferrovia sovrappassava la SP23 Lomazzo-Bizzarone (sovrappasso poi demolito). Dopo essa affrontava un'altra curva stretta per proseguire in rettilineo fino a raggiungere la stazione di Solbiate-Albiolo, la più alta della rete delle Ferrovie Nord Milano.
Dopo quest'ultima stazione la linea affrontava diverse curve e rettilinei fino alla stazione di Binago-San Salvatore.
Dopo questa località la linea proseguiva in rettilineo e dopo una curva, si congiungeva sul viadotto Quadronna con la Saronno-Varese-Laveno arrivando alla stazione di Malnate per proseguire fino a Varese Nord.
Giunti a Varese il treno poteva proseguire fino a Laveno.

### Esplicative
1. ↑  Il Cornolò parla di 5 luglio 1885. Vedi G. Cornolò, p. 16
2. ↑  Il tratto Como-Grandate era già stato elettrificato il 15 maggio 1937 quale intervento infrastrutturale a favore della direttrice ferrovia Saronno-Como.
3. ↑  Il viadotto ha due binari, ma fino al 1966 ne ospitava tre: due della Saronno-Laveno e uno per Como, il quale venne smantellato dopo la chiusura della linea

### Bibliografiche
1. ↑  Merisio, pp. 168-169.
2. 1 2  G. Cornolò, p. 16.
3. ↑  R. Ghioldi, Olgiate in treno, ap. cit., p. 13.
4. ↑   Prospetto cronologico dei tratti di ferrovia aperti all'esercizio dal 1839 al 31 dicembre 1926, su trenidicarta.it. URL consultato il 16 luglio 2008.
5. ↑  Mancini, pp. 40-41.
6. ↑  G. Cornolò, p. 17.
7. ↑  G. Cornolò, p. 33.
8. 1 2 3  G. Cornolò, p. 35.
9. ↑  G. Cornolò, p. 60.
10. ↑  Notizia su Mondo Ferroviario, n. 67, gennaio 1992, p. 83.
11. ↑  RFI - CT MI 14/2021 (attivazione nuova fermata RFI)
12. ↑  Fotografia aerea del sovrappasso risalente al 1953 sul sito dell'Ufficio federale di topografia
13. ↑  Castiglioni, Dall'Olio, op. cit., p. 16